# Peter Ainsworth
Peter Michael Ainsworth, född 16 november 1956 i Wokingham i Berkshire, död 6 april 2021, var en brittisk konservativ politiker. Han var parlamentsledamot för valkretsen East Surrey 1992–2010.
Mellan 1996 och 1998 var han de konservativas whip. Under perioden från 1998 till 2002 var han de konservativas skuggminister för kultur, media och sport. Mellan 2001 och 2002 var han även deras talesman i miljöfrågor. I december 2005 blev han åter skuggminister för miljöfrågor, vilket han förblev till januari 2009.